# Avec pas d'casque
Avec pas d'casque est un groupe de folk québécois originaire de Montréal. Il est composé de Stéphane Lafleur (voix et guitare), Joël Vaudreuil (batterie), Mathieu Charbonneau (claviers et piano) et Nicolas Moussette (lapsteel et basse).

## Biographie
Originellement un duo, Avec pas d'casque écoule 500 exemplaires de son premier album auto-produit, enregistré chez eux en 2004 et vendu lors de leurs concerts[source secondaire nécessaire]. Leur premier disque officiel, Trois chaudières de sang, parait sur étiquette locale Dare to Care le 9 mai 2006. En 2008, avec leur nouveau membre Nicolas Moussette, Avec pas d'casque lance son second album, intitulé Dans la nature jusqu'au cou. Cet opus est paru sur le label Grosse Boîte, la division francophone de Dare To Care. Ils sortent ensuite en 2012 leur nouvelle création intitulée Astronomie, avec un nouveau membre Mathieu Charbonneau[source secondaire souhaitée].
Le nom du groupe vient d'une tournure de phrase de Jean Dion, journaliste sportif au quotidien Le Devoir, qui utilisa l'expression « avec pas d'casque » pour parler d'un joueur de hockey évoluant sans casque protecteur.
Le groupe a notamment participé aux FrancoFolies de Montréal[source secondaire souhaitée] et à l'édition 2006 du Festival de musique émergente de Rouyn[source secondaire souhaitée].
Un des deux membres originaux de la formation, Stéphane Lafleur, est aussi cinéaste. Il assure la réalisation et la scénarisation en 2007 de son premier long métrage intitulé Continental, un film sans fusil, pour lequel il reçut deux prix Jutra pour le meilleur scénario, la meilleure réalisation et le meilleur film. Il réalise aussi les films Tu dors Nicole en 2014 et Viking en 2022.
Le 2 septembre 2016, le groupe publie son nouvel album, Effets spéciaux. Après une pause de 8 ans, Avec pas d'casque lance en septembre 2024 son nouvel album Cardinal.
En 2024, après huit ans depuis leur album Effets spéciaux, le groupe dévoile son nouvel album Cardinal.

## Membres
- Stéphane Lafleur - voix, guitare, slide guitar, métallophone, flûte (depuis 2004)
- Joël Vaudreuil - batterie, voix, banjo, trombone (depuis 2004)
- Nicolas Moussette - lap steel, basse, claviers, triangle, bol tibétain, vibraslap (depuis 2008)
- Mathieu Charbonneau - baryton, claviers, wurlitzer, piano, voix (depuis 2012)

## Discographie
- 2004 : Avec pas d'casque (indépendant)
- 2006 : Trois chaudières de sang (Dare to Care Records)
- 2008 : Dans la nature jusqu'au cou (Grosse Boîte)
- 2012 : Astronomie (Grosse Boîte)
- 2013 : Dommage que tu sois pris (Grosse Boîte)
- 2016 : Effets spéciaux (Grosse Boîte) [5]
- 2024: Cardinal (Bravo Musique)